# Čermenský rybník
Čermenský rybník o rozloze 14,5 ha se nalézá asi 0,5 km východně od centra obce Dolní Čermná v okrese Ústí nad Orlicí v těsné blízkosti zástavby. Hráz rybníka je asi 100 m dlouhá, v nejširším místě 10 m široká a 5 m vysoká. Rybník je využíván pro chov ryb. Výlov rybníka probíhá každoročně poslední víkend v říjnu.

## Historie
Rybník založili okolo r. 1450 majitelé lanškrounsko-lanšperského panství Kostkové z Postupic. Rybník byl v té době pronajímán i s mlýnem čermenským rychtářům. V roce 2017 na něm hospodařilo Plundrovo rybářství z Dlouhoňovic.

## Galerie

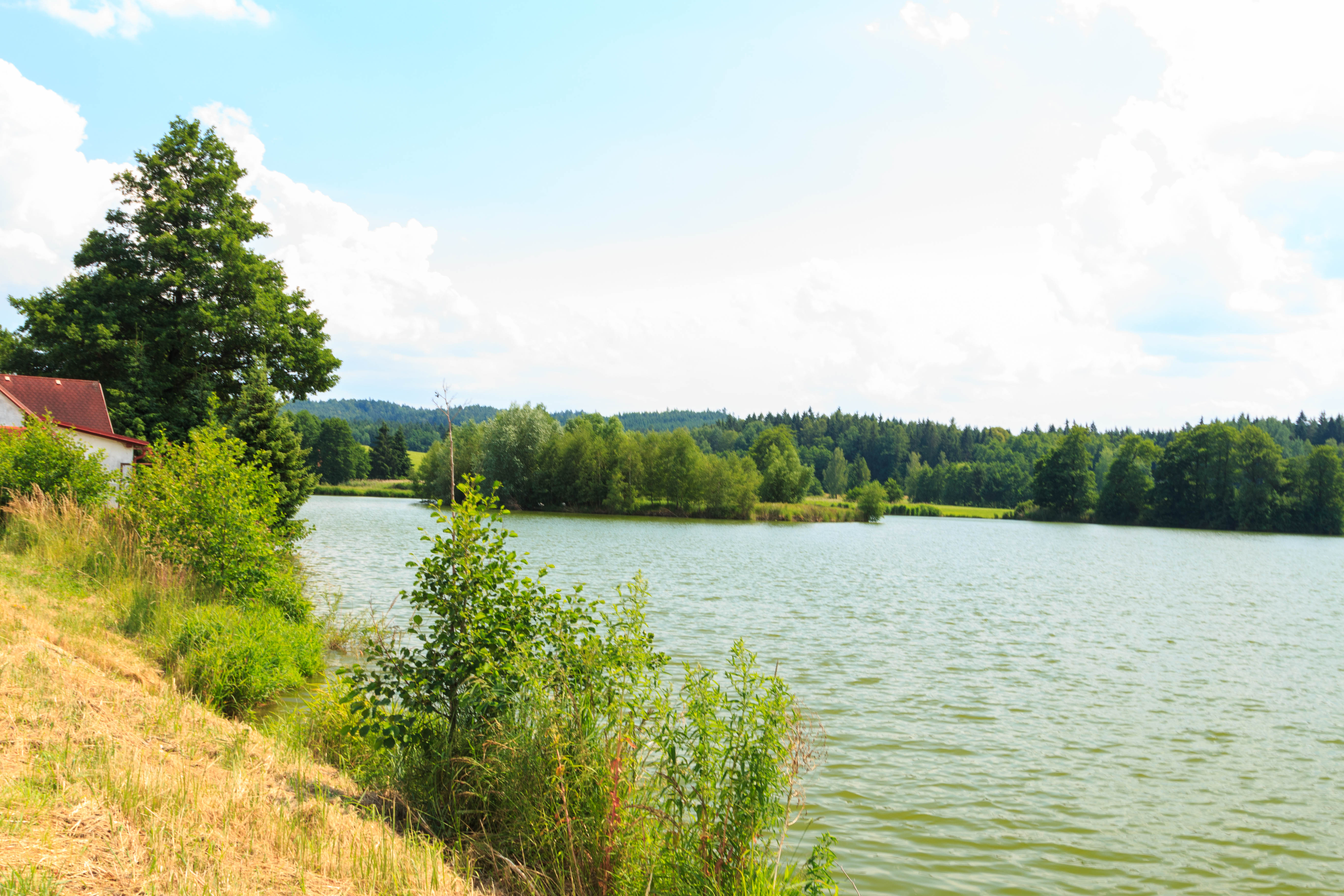
Čermenský rybník
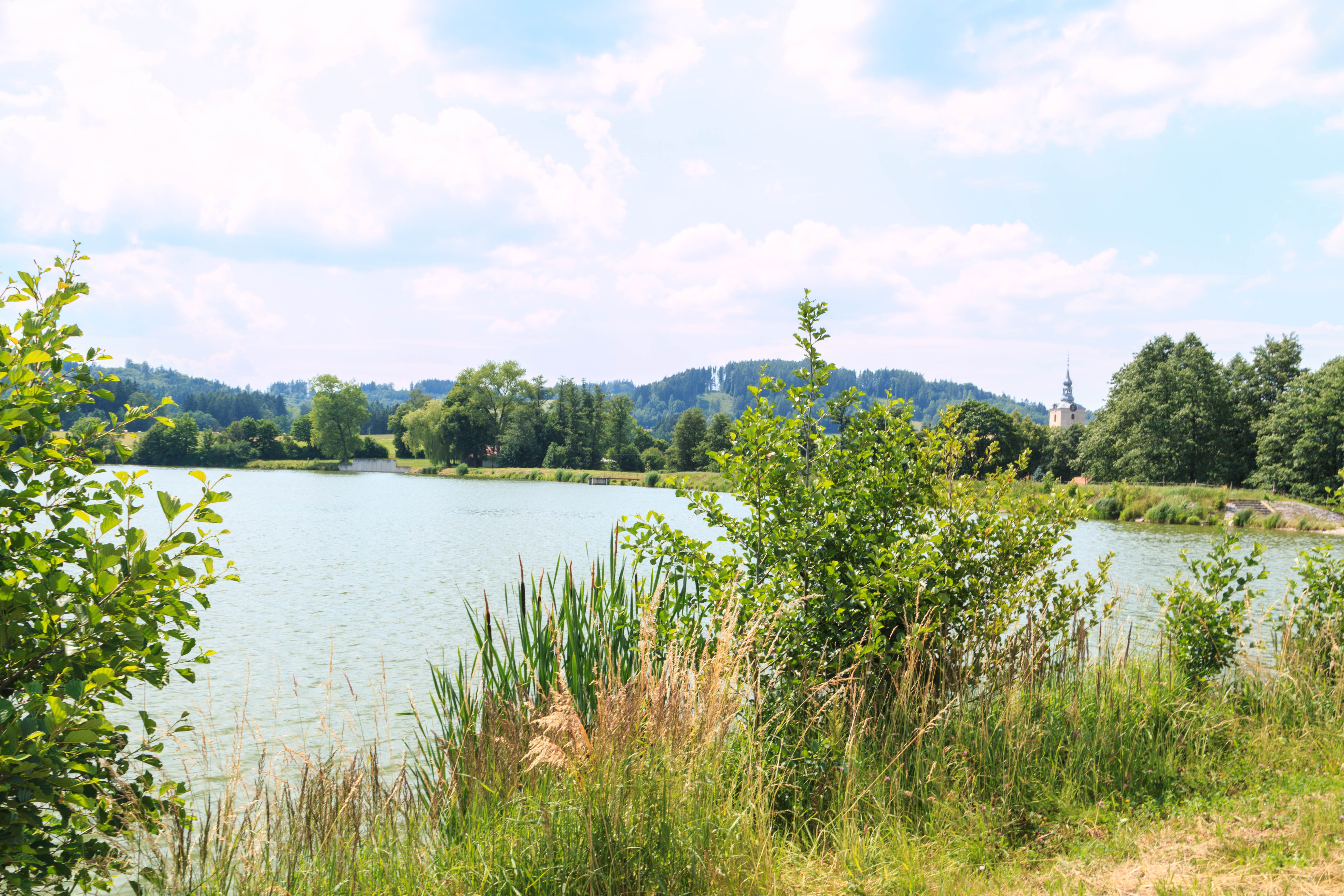
Čermenský rybník
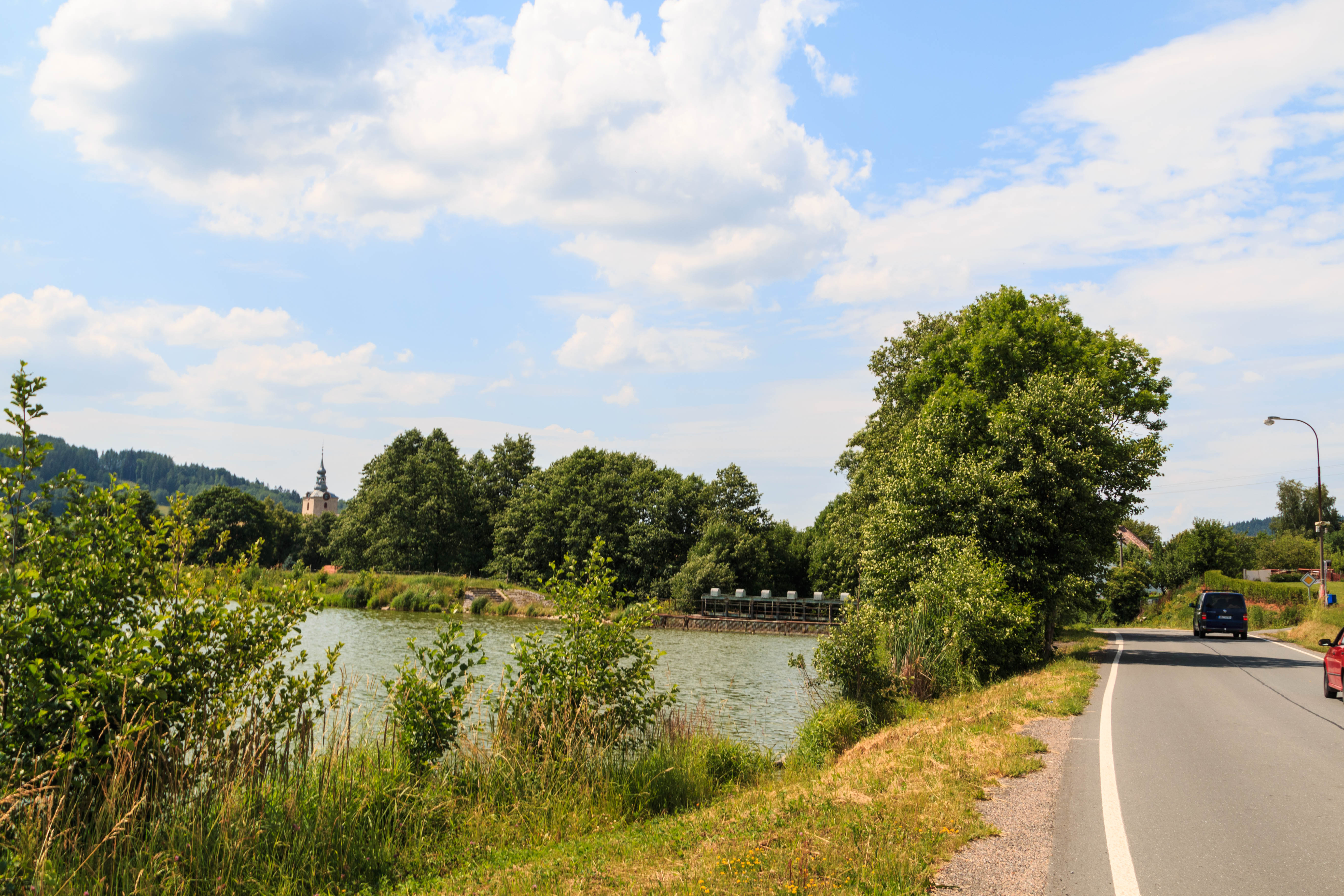
Čermenský rybník
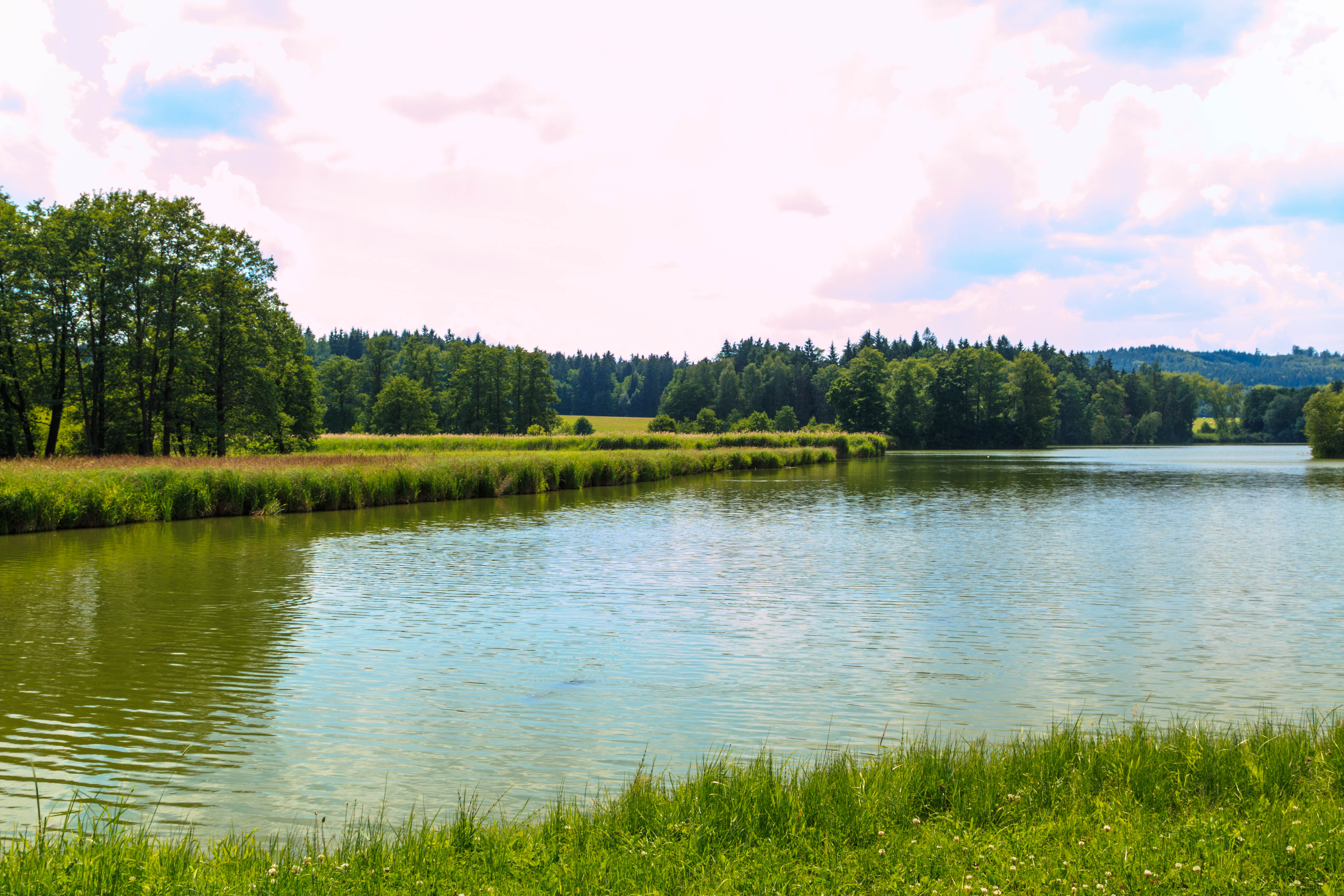
Čermenský rybník